# Elymus thoroldianus
Elymus thoroldianus är en gräsart som först beskrevs av Daniel Oliver, och fick sitt nu gällande namn av Gurcharan Singh. Elymus thoroldianus ingår i släktet elmar, och familjen gräs. Inga underarter finns listade i Catalogue of Life.